# Битка при Дос Риос
Битката при Дос Риос се води в Куба по време на нейната война за независимост от Испания.

## Обща информация
Хосе Марти загива в битката при Дос Риос (близо до Палма Сориано). Той ръководи група революционери срещу испанската кралска армия в първата схватка в борбата на Куба за независимост от Испания. Извършен е опит за прибиране на тялото на Марти от революционерите, но испанските сили са твърде много. Испанците погребват Хосе Марти. Останките впоследствие са ексхумирани и препогребани с опело в Сантяго де Куба през 1951 г.